# Robert Merz
Robert Merz (Praga, 25 novembre 1887 – Poturzyn, 30 agosto 1914) è stato un calciatore austriaco, di ruolo attaccante.

## Biografia
Venne chiamato alle armi nella prima guerra mondiale e cadde il 30 agosto 1914 in uno scontro a Poturzyn (Polonia), colpito al cuore. Fu uno dei primi calciatori a cadere durante la grande Guerra e fu sepolto dalle sue truppe vicino al campo di battaglia.

## Carriera

### Club
Robert Merz iniziò la sua carriera di calciatore nella squadra Deutschen Jungmannschaft Währing, che nel 1902 si unì con la Vorwärts Hernals della Deutschen Sportverein, nel 1904 entrò a far parte della squadra di calcio della Wiener Sportvereinigung, antenata dell'attuale Vienna Sports Club. 
Nel 1905, Merz vinse la Challenge Cup con una vittoria per 2-1 sul Magyar AC di Budapest. Nel 1907, Robert Merz si trasferì in Moldova al DFC di Praga, da dove venne convocato per la prima volta nella squadra nazionale.

### Nazionale
Nel complesso, Merz collezionò 13 presenze nella nazionale di calcio dell'Austria. Dopo la partita contro l'Ungheria il 3 maggio 1914 (finita 2-0)  la sua carriera calcistica, finì improvvisamente.